# Isatis raphanifolia
Isatis raphanifolia är en korsblommig växtart som beskrevs av Pierre Edmond Boissier. Isatis raphanifolia ingår i släktet vejdar, och familjen korsblommiga växter. Inga underarter finns listade i Catalogue of Life.